# Morten Ramsland

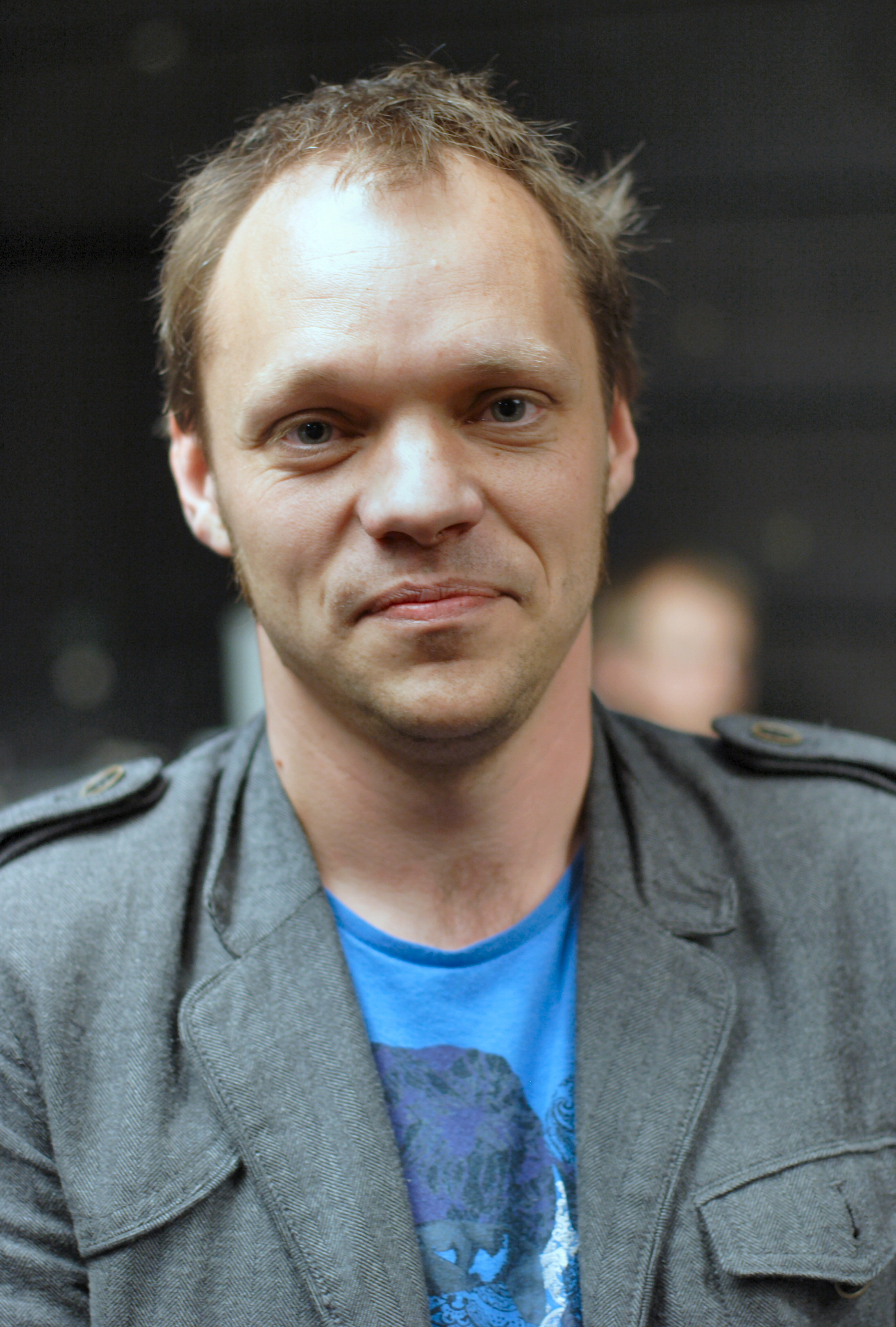
Morten Ramsland

Morten Ramsland (Næsby, 1971) is een Deens schrijver. Hij studeerde Deens en kunstgeschiedenis aan de Universiteit van Aarhus.
Ramsland debuteerde in 1993 met de dichtbundel Når fuglene driver bort (Wanneer de vogels wegdrijven). Vijf jaar later, in 1998, kwam zijn eerste roman uit, Akaciedrømme (Acaciadroom), die echter slechte kritieken kreeg. In de jaren hierna heeft Ramsland zes kinderboeken uitgegeven. 
Zijn doorbraak bij het grote publiek kwam in 2005 met de roman Hundehoved (Nederlandse vertaling: Hondenkop, 2006). Ramsland ontving hier onder andere Den Gyldne Laurbær voor, de prijs van de vereniging van Deense boekhandelaren. Hundehoved is een groots opgezette generatieroman, die een Noorse familie en hun leven in de 20e eeuw volgt. De rechten van boek zijn tot nu toe aan 13 landen verkocht. In juli 2006 kwam de Nederlandse vertaling door Gerard Cruys uit.
Naast schrijver is Ramsland ook schilder.
- Bibsys: 5061053
- Bibliothèque nationale de France: cb15783818q (data)
- Gemeinsame Normdatei: 131691392
- International Standard Name Identifier: 0000 0000 7850 092X
- Library of Congress Control Number: no97043191
- Nationale Bibliotheek van Tsjechië: xx0260905
- Nationale Bibliotheek van Israël: 987007302872005171
- Nederlandse Thesaurus van Auteursnamen: 296469165
- LIBRIS: 306944
- Système universitaire de documentation: 128153075
- Virtual International Authority File: 76647701
- WorldCat: E39PBJrgMHtHxvyCRHTJt8Kcfq